# 丸山工作
丸山 工作（まるやま こうさく、1930年6月16日 - 2003年11月19日）は、日本の生化学者。千葉大学名誉教授。

## 人物
東京府生まれ。父は作家の丸山義二、弟にドイツ文学者の丸山匠がいる。東京府立第四中学校（現・東京都立戸山高等学校）から武蔵高等学校 (旧制)を経て、1953年東京大学理学部動物学科卒業、1956年同大学院博士課程中退。
東京大学教養学部助手、1962年理学部助手、1965年教養学部助教授、1972年京都大学理学部教授、1977年千葉大学理学部教授、1994 - 1998年学長。1998年千葉大学で全国で初めて高校からの「飛び入学」制度を導入した。
大学入試センター所長、2001年理事長。
長男の丸山敬（1957年- ）は、薬理学者・埼玉医科大学教授。

## 受賞歴
- 1966年 - 日本生化学会奨励賞[2][4][5]
- 1971年 - 日本動物学会賞[6]
- 1994年 - 朝日賞[7]

## 栄典
- 1996年 - 紫綬褒章[2][4][5]
- 2003年 - 瑞宝重光章[2][5]

## 研究・発見
筋肉の収縮を研究し、βアクチニン(1965年)、コネクチンなどのたんぱく質を発見した。

## 学会・学外での役職
1995年から1998年まで日本動物学会会長を務め、1991年から1994年まで日本学術会議第会員。2003年まで科学技術事業団・さきがけ21「形とはたらき」領域総括。

## 著書
- 『生命現象を探る 生化学の創始者たち』中央公論社（自然選書）1972 改題「生化学の建設者たち」
- 『生命物質』日本放送出版協会（NHKブックス）1974
- 『筋収縮の制御 調節タンパク質の役割』岩波書店（現代科学選書）1976
- 『生化学 大学の生物学』裳華房 1977年
- 『夢と真実 生物学者は語る』学会出版センター 1979年12月
- 『筋肉のなぞ』岩波新書 1980年
- 『分子生物学入門 誰にでもわかる遺伝子の世界』講談社ブルーバックス）1985年
- 『アクチンと調節タンパク質』東京大学出版会 1986年
- 『新しい生物学』培風館 1988年
- 『生化学の黄金時代』岩波書店 1990年
- 『新インスリン物語』東京化学同人 1992年
- 『生体物質とエネルギー』岩波書店（生物科学入門コース）1992
- 『生化学の夜明け 醗酵の謎を追って』中公新書 1993年
- 『筋肉の謎を追って 岩波書店（高校生に贈る生物学）1998
- 『遺伝子がわかる筑摩書房（ちくまプリマーブックス）1999
- 『生化学入門 裳華房 1999年
- 『約束されぬ地の眺め ある動物学者の歩み』学会出版センター（人と学問選書）2000
- 『筋肉はなぜ動く』岩波ジュニア新書 2001年
- 『生化学をつくった人々』裳華房（ポピュラー・サイエンス）2001
- 『新・分子生物学入門 ここまでわかった遺伝子のはたらき』講談社（ブルーバックス）2002年
- 『生化学の建設者たち』学会出版センター 2004年

### 共編著
- 『生化学入門演習』山本大二郎共著 産業図書 1963年
- 『新しい生物学 生命のナゾはどこまで解けたか?』野田春彦、日高敏隆共著 講談社（ブルーバックス）1966年
- 『分子生物学入門』野田春彦、和田昭允共編 朝倉書店 1971年
- 『生物学入門』野田春彦共著 培風館 1978年
- 『筋肉』山本啓一共著 化学同人 1986年
- 『ノーベル賞ゲーム 科学的発見の神話と実話』岩波書店 1989年2月 のち同時代ライブラリー
- 『エネルギーの生産と運動 岩波講座 分子生物科学 7』岩波書店 1990年
- 『動物の進化 改訂版』放送大学 1991年
- 『細胞の運動』神谷律共著 培風館 1992年11月
- 『生命とは何か』丸山敬共著 東京教学社 1996年11月
- 『夢!21世紀の生命科学』丸山敬共著 丸善ライブラリー 2000年
- 『生命科学入門』丸山敬共著 東京教学社 2003年7月

### 翻訳
- ボールドウイン『生化学入門』腰原英利共訳 みすず書房 1964年
- レッシング『DNA 二重らせんの秘密』みすず書房 1968年
- セント・ジェルジ『生体の電子論』浅井博、吉岡亨共訳 広川書店 1973年
- スティーヴン・ローズ『生命の化学 現代生物学の基礎』講談社（ブルーバックス）1981年
- ハンス・クレブス『オットー・ワールブルク 生化学の開拓者』丸山匠共訳 岩波書店 1982年
- N.ウェイド『ノーベル賞の決闘』林泉共訳 岩波現代選書 1984年 のち同時代ライブラリー
- G.J.V.ノッサル『生命をつくり変える バイオテクノロジー革命』石川統共訳 岩波現代選書 1986年
- H.ロディシュ、スコット、カイザー、クリーガー『分子細胞生物学』野田春彦、石川統、三井恵津子、山本啓一共訳 東京科学同人 1989年
- ラルフ・W.モス『朝からキャビアを 科学者セント＝ジェルジの冒険』岩波書店 1989年